# Nick Brown (psychologue)
Pour les articles homonymes, voir Nick Brown et Brown.
Nick Brown est un chercheur en psychologie britannico-irlandais né en 1960, connu pour déceler des irrégularités dans les publications scientifiques.

## Biographie
Nick Brown grandit à Birmingham. Il commence à étudier l'ingénierie à l'Université de Cambridge, et se spécialise dans l'informatique. Il participe à la gestion du réseau informatique du Conseil de l'Europe, puis se reconvertit dans les ressources humaines en 2009.
Il rencontre le psychologue britannique Richard Wiseman, qui a critiqué en 2010 les méthodes employées par une étude prétendant démontrer l'existence d'une perception extrasensorielle. Il s'inscrit alors en master en psychologie positive appliquée à l’université de Londres-Est qu'il obtient en 2013.
Nick Brown obtient un doctorat en psychologie de la santé à l'Université de Groningue en 2019, en réalisant une thèse critique sur la psychologie positive.

### Critique des publications
Il s'associe en 2013 à Alan Sokal, qui a publié le canular à l'origine de ce qui est devenu en 1996 « l'affaire Sokal ». Ils publient leur première critique, à l'encontre d'un article sur la théorie psychologique, qui serait finalement en partie rétracté par l'éditeur puisque utilisant à tort des équations du domaine de la dynamique des fluides.
Il publie en 2014 sur Internet (PDF) la traduction en anglais de l'autobiographie du fraudeur Diederik Stapel, qui a conclu de nombreuses études de psychologie comportementale[réf. nécessaire] sur la base de résultats de questionnaires remplis par lui-même.
Il s'associe à James Heathers, post-doctorant à l'université du Nord-Est, spécialiste des données statistiques en sciences biologiques et sociales rencontré sur les réseaux sociaux. Ils publient quatre tests statistiques permettant de détecter des anomalies permis les données communiqués lors de la publication d'études scientifiques. Ils priorisent leurs travaux sur la recherche médicale.
Une de leurs techniques est la détection d'incohérence des moyennes liée à la granularité, ou GRIM (granularity-related inconsistency of means), parmi les résultats d'une étude statistique. Elle vérifie que le résultat obtenu est bien le fruit possible d'une équation lorsque seulement certaines valeurs sont connues. Fonctionnant en particulier lorsque l'étude porte sur un échantillon statistique, cette technique permet de détecter des erreurs, qui ne sont pas toutes synonymes de fraude. Un test plus sophistiqué, nommé SPRITE pour « reconstruction des paramètres de l'échantillon via des techniques itératives », permet d'approfondir cette ingénierie inverse, en dérivant l’ensemble de données statistiquement possibles à partir des moyennes et des écarts-types rapportés dans une étude.
Cette dernière technique a permis de soulever une incohérence dans plusieurs études de Brian Wansink, du Département de l'Agriculture des États-Unis, que ce dernier a lui-même retiré ou corrigé. De nombreuses revues ont aussi demandé une relecture d'anciens articles déjà publiés. En 2018, l'Université Cornell qui l'employait a déterminé que Wansink a commis une fraude scientifique et l'a retiré de ses activités de recherche et d'enseignement.
Nick Brown et James Heathers ont critiqué les publications de Nicolas Guéguen, chercheur en psychologie sociale qui étudie l’influence sur les comportements. Ce dernier subit une procédure disciplinaire, mais n'est pas inquiété, l'université qui l'emploie considère que les revues dans lesquelles sont publiées les études doivent vérifier en la méthodologie. Plusieurs études de Nicolas Guéguen ont finalement été retirées.
Des chercheurs contactent le duo pour demander qu'ils analysent de manière plus approfondie les publications qui leur semblent suspectent. James Heathers et Nick Brown commencent par tenter de contacter l'auteur de l'étude qui leur paraît suspecte et la revue dans laquelle elle a été publiée. Ils communiquent ensuite dans un second temps publiquement sur leurs blogs respectifs si les réponses obtenues ne sont pas satisfaisantes.